# That's My Man
That's My Man és una pel·lícula estatunidenca de Frank Borzage, estrenada l'any 1947.

## Argument
Un taxista li explica a un passatger, que és crític esportiu, com va conèixer Joe Grange, el propietari de Gallant Man, un cavall de curses que ha aconseguit moltes victòries i que està a punt de retirar-se. Tot va començar quan Joe, desesperat pel joc, es va jugar una gran quantitat a favor de Gallant Man.

## Repartiment
- Don Ameche: Joe Grange
- Catherine McLeod: Ronnie Grange
- Roscoe Karns: Toby Gleeton
- John Ridgely: John Ramsey
- Kitty Irish: Kitty
- Joe Frisco: Willie Wagonstatter
- Gregory Marshall: Richard Grange, a l'edat de 5 anys
- Dorothy Adams: Millie
- Frankie Darro: Daniels, un Jockey
- Hampton J. Scott: Sam
- John Miljan: Secretari
- Wm. B. Davidson: Monte
- Joe Hernandez: l'anunciador de les carreres